# Founders Peaks
Die Founders Peaks sind eine Gruppe steiler Gipfel und Berggrate im Nordwesten der Heritage Range, dem südlichen Teil des antarktischen Ellsworthgebirges. Sie liegen unmittelbar östlich der Geländestufe Founders Escarpment, über die das ewige Eis aus dem westlichen Hochland in die Täler der Heritage Range fließt. Nördlich der Founders Peaks fließt der Minnesota-Gletscher, östlich der Gowan-Gletscher.
Im westlichen Teil der Founders Peaks erstreckt sich der über 7 km lange Felsgrat Smith Ridge in Nord-Süd-Richtung mit dem 1840 m hohen Pardue Peak und etwa 2 Kilometer westlich davon die Frazier Ridge. Zwischen dem 1720 m hohen Pipe Peak und dem 1810 m hohen Matney Peak im Zentrum der Founders Peaks und der Frazier Ridge fließt der Webster-Gletscher in Richtung Norden zum Minnesota-Gletscher. Im Osten der Founders Peaks erstrecken sich die Reuther-Nunatakker, eine ca. 7,5 Kilometer lange Reihe von Nunatakkern, in deren Norden der Welcome Nunatak liegt. Südlich davon erhebt sich der 1910 m hohe Gipfel des Windy Peak.
Die Founders Peaks wurden vom United States Geological Survey im Rahmen der Erfassung des Ellsworthgebirges in den Jahren 1961–66 durch Vermessungen vor Ort und Luftaufnahmen der United States Navy kartografiert. Das amerikanische Advisory Committee on Antarctic Names gab den Founders Peaks (deutsch Gründer-Gipfel) ihren Namen, die wie viele geographische Objekte in der Heritage Range einen Bezug zum kulturellen Erbe der Vereinigten Staaten hat.